# Théorème de représentation de Skorokhod
Ne doit pas être confondu avec Théorème de Skorokhod.
En théorie des probabilités, le théorème de représentation de Skorokhod montre qu'une suite de variables aléatoires convergeant en loi peut toujours, en un certain sens, être représentée par une suite de variables aléatoires convergeant presque sûrement. Ce théorème porte le nom du mathématicien ukrainien A.V. Skorokhod.

## Énoncé

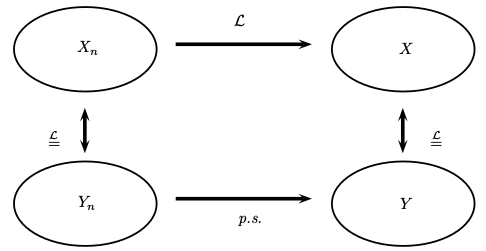
Illustration du théorème de représentation de Skorokhod

Soit {\displaystyle (X_{n})_{n\geq 1}} une suite de variables aléatoires à valeurs dans un espace topologique {\displaystyle S} de Lusin. Supposons que {\displaystyle X_{n}} converge en loi vers une variable aléatoire {\displaystyle X} à valeurs dans {\displaystyle S} quand {\displaystyle n\to +\infty }.  Alors il existe un espace probabilisé {\displaystyle (\Omega ,{\mathcal {A}},\mathbb {P} )} et des variables aléatoires {\displaystyle Y_{n}}, {\displaystyle Y} définies sur cet  espace  probabilisé {\displaystyle (\Omega ,{\mathcal {A}},\mathbb {P} )} telles que :
- pour chaque entier {\displaystyle n}, {\displaystyle Y_{n}} et {\displaystyle X_{n}} ont même loi ;
- les variables aléatoires {\displaystyle Y} et {\displaystyle X} ont même loi ;

- {\displaystyle Y_{n}} converge  {\displaystyle (\Omega ,{\mathcal {A}},\mathbb {P} )-}presque sûrement vers {\displaystyle Y}.

## Démonstration dans le cas réel
Dans cette section, on suppose que {\displaystyle S} est la droite réelle. On note  {\displaystyle F_{n}} la fonction de répartition de {\displaystyle X_{n}}, et on note  {\displaystyle F} la fonction de répartition de {\displaystyle X}, et on considère les réciproques généralisées de {\displaystyle F} et {\displaystyle F_{n}}, définies, pour {\displaystyle \omega } dans {\displaystyle ]0,1[}, par 
De plus, on pose
L'idée est que la convergence de {\displaystyle F_{n}} vers {\displaystyle F} entraîne la convergence des réciproques généralisées correspondantes :
Lemme — {\displaystyle C} est au plus dénombrable.
Lemme — Pour {\displaystyle \omega \notin C,}
On conclut en remarquant, à l'aide du théorème de la réciproque, que {\displaystyle Y_{n}} et {\displaystyle X_{n}} ont même loi, mais aussi que {\displaystyle Y} et {\displaystyle X} ont même loi.